# Aeropuerto Internacional de Cabo Haitiano
El Aeropuerto Internacional de Cap Haitien (en francés: Aéroport International de Cap-Haïtien) (IATA: CAP, ICAO: MTCH) es un aeropuerto internacional situado en Cabo Haitiano, Haití, siendo el segundo en importancia del país. 
El aeropuerto sirve las principales rutas internacionales con Aeropuerto Internacional de Miami, Aeropuerto Internacional de Providencia y otros aeropuertos del Caribe.

## Aerolíneas de pasajeros
- Lynx Air International (Fort Lauderdale, Miami)
- SkyKing (Providenciales)
- VolAir (Santiago, Santo Domingo, Samana)
- Caribintair (Port-au-Prince, Providenciales, Nassau)
- Tortug' Air (Port-au-Prince)

## Aerolíneas de Mercancías
- Missionary Flights and Services INC. (Santiago, Exuma, St. Lucie)
- Contract Air Cargo (Providenciales, Miami-Opa Loka)
- IBC Airways (Miami)